# 富山巴士總站
富山巴士總站（英語：Fu Shan Bus Terminus）位於香港九龍黃大仙區斧山富山邨以北，豐盛街、蒲崗村道與斧山道交界，總站朝東南－西北向，北側入口毗鄰為鑽石山公眾墳場牌坊及骨灰塔。

## 歷史
1992年11月23日，首條以富山為巴士總站的路線九龍巴士203E線從3E線重組而成，當時總站位於瓊東街近新麗花園與嘉禾片場之間。
1990年代末，嘉禾片場搬遷，原址興建私人參建居者有其屋屋苑（即現今嘉峰臺），遂於蒲崗村道近豐盛街建造一個巴士總站供巴士停泊，以便瓊東街新樓宇興建。2000年10月22日，總站落成啟用，203E線成為首條以此作總站的巴士路線。
此站啟用初期，專線小巴19線（特別班次）和33M線（特別班次）以此為總站，而33M線（常規班次）亦途經此處。

## 總站路線資料（巴士）

### 九龍巴士5號線
- 富山 ↔ 尖沙咀碼頭

開辦接近80年，曾經歷第二次世界大戰和「六七暴動」。2008年6月22日起延長至富山。現時途經富山邨、彩虹邨、新蒲崗、九龍城、土瓜灣、紅磡及尖沙咀東部等地方。

## 總站路線資料（專線小巴）

### 九龍區專線小巴19線（特別班次）
- 富山↔鑽石山站

途經富山邨、宏景花園、斧山道運動場、志蓮淨苑、荷里活廣場等地方。

### 九龍區專線小巴33M線（特別班次）
- 富山↔黃大仙站

途經富山邨、蒲崗村道學校村、鳳德邨、黃大仙中心及黃大仙下邨等地方。

## 途經路線資料（巴士）

### 九龍巴士3S線
- 鑽石山站 ↺ 鑽石山墳場

本線只於清明節及重陽節服務，為市民提供接駁鐵路及掃墓之服務。

## 途經路線資料（專線小巴）

### 九龍區專線小巴33M線
- 海港花園 ↔ 黃大仙站

途經富山邨、蒲崗村道學校村、鳳德邨、黃大仙中心及黃大仙下邨等地方。

## 車坑分佈
| 車坑分佈（以入口最左邊起計） | 車坑分佈（以入口最左邊起計） | 車坑分佈（以入口最左邊起計） |
| 車坑編號                     | 車坑寬度                     | 路線                         |
| ---------------------------- | ---------------------------- | ---------------------------- |
| 1                            | 雙坑                         | 九龍巴士3S、5線              |
| 2                            | 單坑                         | 後備                         |
| 3                            | 雙坑                         | 專線小巴33M線                |